# Черенець (водосховище)
Черенець (Čerenec) — водосховище на річці Голешка; місце розташування — округ П'єштяни.
Площа — 0,46 км2; висота над рівнем моря — 188 метрів. Побудоване в 1961—1964 роках. Розташоване між містом Врбове і селом Прашник.